# Реестр собственности Испании
Реестр собственности (Испания) — по исп. Registro de la Propiedad является государственным учреждением, находящимся в ведомстве Министерства Юстиции Испании и входящая в состав Главного Управления Юридической Безопасности и государственного свидетельствования (по исп. Dirección General de Seguridad Jurídica y Fe Pública), ранее было известно как Главное управление Реестров и Нотариата (по исп. — Dirección General de los Registros y del Notariado). Реестр собственности Испании, в отличие от российского Росреестр (Федеральная служба государственной регистрации, кадастра и картографии), осуществляет функции по регистрации права собственности на объекты недвижимого имущества, находящиеся на территории Испании. Функции кадастра и картографии осуществляет другое ведомство Министерства юстиции Испании — Главное управление кадастра (по исп. Dirección General del Catastro).